# Asumi Miwa
Asumi Miwa (三輪明日美, Miwa Asumi), née le 12 mars 1982 à Yokohama, est une actrice japonaise.

## Biographie
Elle est la jeune sœur de l'actrice Hitomi Miwa. Elle débute au cinéma en 1998 en interprétant l'héroïne du film Love and Pop d'Hideaki Anno, pour lequel elle gagne le prix du meilleur nouveau talent au festival du film de Yokohama en 1999. Elle joue ensuite dans une dizaine de drama et une vingtaine de films, dont Uzumaki, Ju-on, Survive Style 5+. Elle est l'une des actrices interprétant en capture de mouvement le personnage de l'héroïne Deunan dans le film en images de synthèse Appleseed en 2004.  

## Filmographie sélective
- 1998 : Love & Pop (ラブ&ポップ, Rabu & Poppu?) de Hideaki Anno : Hiromi Yoshii
- 2000 : Uzumaki (うずまき?) de Higuchinsky
- 2000 : Ju-on (呪怨?) de Takashi Shimizu : Kanna Murakami
- 2001 : Love Ghost (死びとの恋わずらい, Shibito no koiwazurai?) de Kazuyuki Shibuya : Tanaka Suzue
- 2004 : Survive Style 5+ de Gen Sekiguchi : Shiho Ishikawa
- 2004 : Appleseed (アップルシード, Appurushīdo?) de Shinji Aramaki : Deunan (images de synthèse)